# Frontina femorata
Frontina femorata là một loài ruồi trong họ Tachinidae.